# Kecamatan Cidahu (distrikt i Indonesien, lat -6,96, long 108,65)
Kecamatan Cidahu är ett distrikt i Indonesien.   Det ligger i provinsen Jawa Barat, i den västra delen av landet, 210 km öster om huvudstaden Jakarta.